# Mirosław Milewski (Bischof)

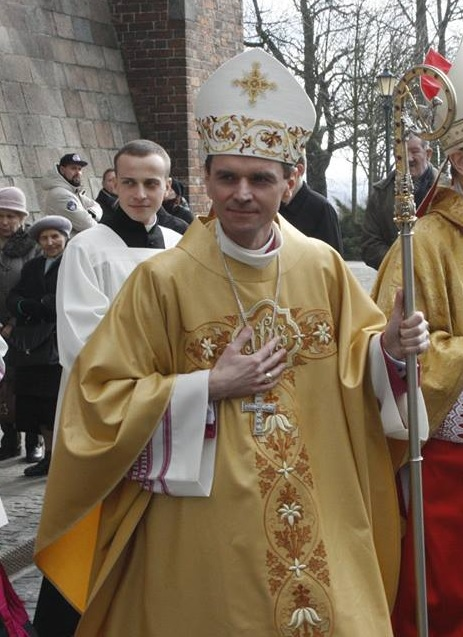
Mirosław Milewski (2016)

Bischofswappen von Mirosław Milewski

Mirosław Milewski (* 26. Februar 1971 in Ciechanów) ist ein polnischer römisch-katholischer Geistlicher und Weihbischof in Płock.

## Leben
Mirosław Milewski studierte ab 1991 Philosophie und Katholische Theologie am Priesterseminar des Bistums Płock. Er empfing am 14. Juni 1997 durch den Bischof von Płock, Zygmunt Kamiński, das Sakrament der Priesterweihe für das Bistum Płock.
Nach der Priesterweihe war Milewski zunächst kurzzeitig als Pfarrvikar der Pfarrei St. Joseph in Zakroczym tätig. Ab 1998 setzte er seine Studien an der Katholischen Universität Lublin fort und wurde 2004 beim Janusz Mariański mit der Arbeit Społeczne uwarunkowania postaw młodzieży wobec AIDS („Soziale Determinanten der Einstellung von Jugendlichen zu AIDS“) im Fach Soziologie promoviert. Neben seinem Studium war er Kaplan bei den Karmelitinnen in Dys bei Lublin. Von 2004 bis 2007 fungierte Milewski als Disziplinarpräfekt am Priesterseminar des Bistums Płock, an dem er ab 2005 auch Christliche Soziallehre und ab 2008 Pastoraltheologie lehrte. Zudem war er von 2006 bis 2007 außerordentlicher Professor für Christliche Soziallehre an der Kardinal-Stefan-Wyszyński-Universität Warschau und von 2007 bis 2008 Direktor des diözesanen Instituts für Pastoraltheologie. Ab 2008 wirkte Milewski als Generalvikar und Kanzler der Kurie des Bistums Płock. Darüber hinaus gehörte er dem Konsultorenkollegium, dem Priesterrat und dem Pastoralrat des Bistums an. Am 20. März 2012 verlieh ihm Papst Benedikt XVI. den Ehrentitel Päpstlicher Ehrenkaplan.
Am 23. Januar 2016 ernannte ihn Papst Franziskus zum Titularbischof von Villa Nova und bestellte ihn zum Weihbischof in Płock. Die Bischofsweihe spendete ihm der Bischof von Płock, Piotr Libera, am 27. Februar desselben Jahres in der Kathedrale von Płock. Mitkonsekratoren waren der Apostolische Nuntius in Polen, Erzbischof Celestino Migliore, und der Erzbischof von Warschau, Kazimierz Kardinal Nycz. Sein Wahlspruch Nie lękajcie się („Fürchtet euch nicht“) stammt aus Mt 10,28 . Als Weihbischof ist Milewski weiterhin Generalvikar sowie Moderator der Kurie und Dompropst des Domkapitels von Płock.
In der Polnischen Bischofskonferenz fungierte Milewski zudem von 2016 bis 2021 als nationaler Kirchlicher Assistent der Katholischen Aktion in Polen.

## Schriften
- Społeczne uwarunkowania postaw młodzieży wobec AIDS. Zakład Wydawniczy „Nomos“, Krakau 2005, ISBN 978-83-8850881-3.
- Nowe media a komunikacja interpersonalna: ujęcie społeczno-kulturowe. In: Studia Płockie. Band 34, 2006, OCLC 998241649, S. 183–192.